# Balacra batesi
Balacra batesi là một loài bướm đêm thuộc phân họ Arctiinae, họ Erebidae.